# Ascluella
Ascluella — рід грибів родини Dermateaceae. Назва вперше опублікована 1983 року.

## Класифікація
До роду Ascluella відносять 1 вид:
- Ascluella symplocina